# Verwaltungsgemeinschaft Furth
Die Verwaltungsgemeinschaft Furth liegt im niederbayerischen Landkreis Landshut und wird von folgenden Gemeinden gebildet: Furth, Obersüßbach und Weihmichl.

## Geschichte
Die Verwaltungsgemeinschaft Furth wurde am 1. Mai 1978 gegründet.

## Einwohner
Zum 31. Dezember 2013 betrug die Einwohnerzahl  7.634. Bis zum 30. September 2014 hat sie sich auf 7.680 erhöht, was einem Wachstum von 0,6 Prozent entspricht. Zum 31. Dezember 2015 ist sie erneut gestiegen auf 7.746.

## Politik
Der rechtliche Rahmen für Verwaltungsgemeinschaften wird durch die Verwaltungsgemeinschaftsordnung für den Freistaat Bayern (Verwaltungsgemeinschaftsordnung – VGemO) gesetzt.
Sitz der Verwaltungsgemeinschaft ist Furth. Sie erbringt 301 verschiedene behördliche Leistungen. Den Vorsitz führt Andreas Horsche, 1. Bürgermeister von Furth.
| Gemeinde    | Wappen | Fläche km² | Einwohner 31. Dezember 2023 | EW-Dichte EW je km² | Höhe über NHN |
| ----------- | ------ | ---------- | --------------------------- | ------------------- | ------------- |
| Furth       |        | 20,96      | 3.648                       | 174                 | 428           |
| Obersüßbach |        | 23,59      | 1.618                       | 69                  | 472           |
| Weihmichl   |        | 32,17      | 2.417                       | 75                  | 440           |